# Hans Bergström (formgivare)
Hans Bergström, född 1910 i Karlshamn, död 1996, var en svensk arkitekt, formgivare och designer. 
Hans morfars gård var belägen nära företaget Ystad-Metall vilket bidrog till att han hamnade där när han skulle göra sin konstförberedande praktik. Efter avslutad realskola1927 arbetade han under flera år vid Ystad-Metall i Ystad.  
För företaget Ystad-Metall formgav han lampor, speglar, flaskor, burkar, skålar m m.
Vid sin praktik på Ystad-Metall lät han gjuta små bevingade gossar som sedan skulle bli förlagan till första logotypen för företaget Ateljé Lyktan.  
1929 bar det av till Stockholm och Högre konstindustriella skolan.
Som examensarbete 1932 skapade han en ljuskrona till kyrkan i Iggesund.
1933 arbetade han åter för Ystad-Metall i Ystad där han ordnat en kombinerad ateljé och lägenhet vid Stortorget.
1934 grundas Ateljé Lyktan i en liten verkstad i Helsingborg.
Redan året efter flyttas verksamheten till Åhus. 
Hans devis var "Ljuset ska vara vitt och lysa fritt". Han har ritat flera klassiker för Ateljé Lyktan genom åren, som exempelvis "Struten" vilken belönades 1950 med en guldmedalj vid Biennalen i Milano. Än idag finns några av hans armaturer kvar i Ateljé Lyktans sortiment.